# Торговельний баланс
Торгове́льний бала́нс — це різниця між вартістю експорту й імпорту країни за певний відрізок часу, зазвичай за рік. Якщо експорт перевищує імпорт — торговельне сальдо позитивне — то відбувається приплив іноземної валюти в країну. Переважання імпорту над експортом — негативне сальдо — означає низьку конкурентоспроможність товарів країни на світовому ринку.
До торговельного балансу входить вартість товарів, проданих і куплених на умовах негайної оплати, проданих у кредит, а також наданих безкоштовно у вигляді урядової допомоги або дарунку (за відрахування вартості безплатних товарів торговий баланс включається у платіжний баланс).
Якщо вартість експорту перевищує вартість імпорту, то він є активним, а при зворотному співвідношенні — пасивним. Стан торгового балансу значною мірою визначає економічне становище країни. У разі збігу вартості експорту та імпорту створюється нетто-баланс. Та частина зовнішньої торгівлі, яка не оплачується в поточному році, входить у самостійний торговий баланс, який визначає співвідношення вимог і зобов'язань з експорту та імпорту, і в розрахунковий баланс.

## Світ

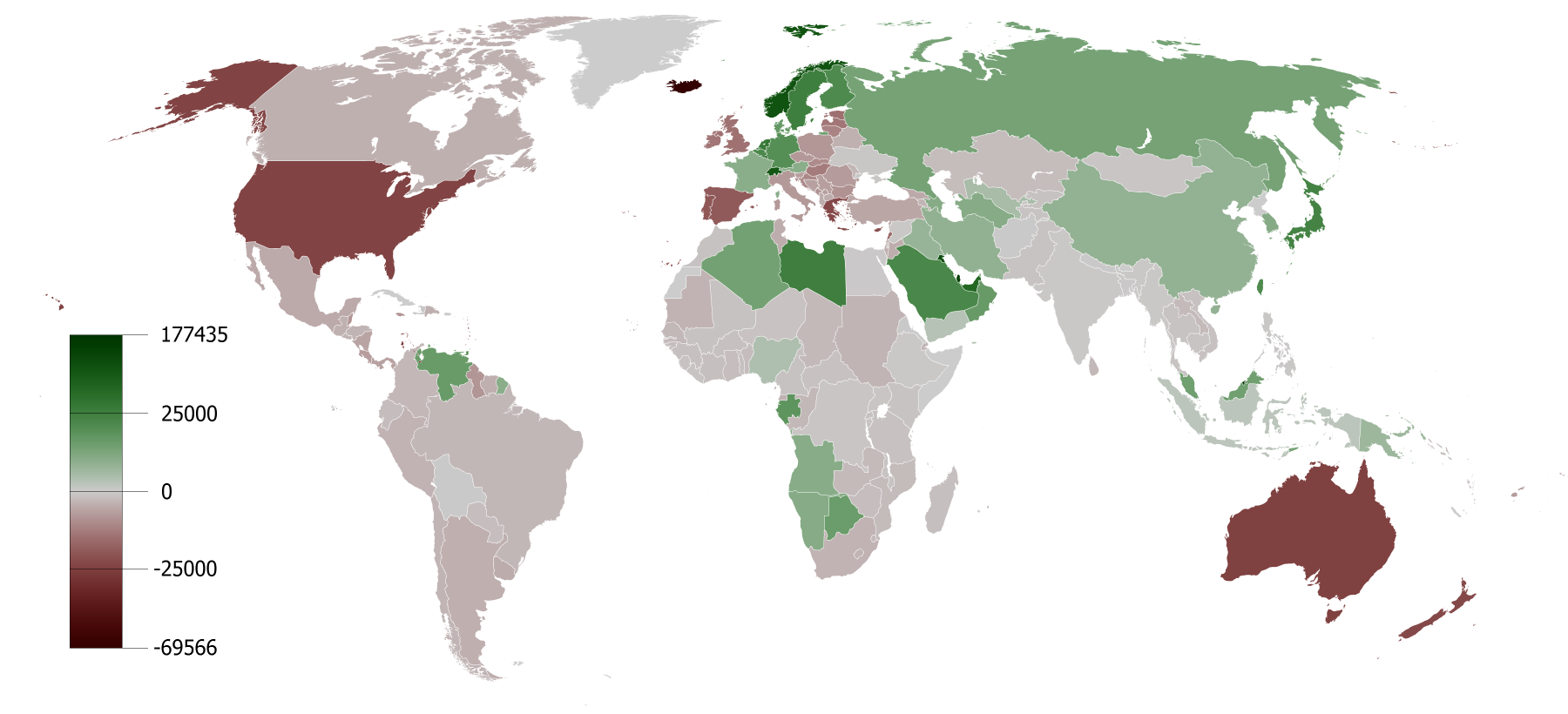
Торговий баланс за 1980-2010 рр. на душу населення

Найбільший дефіцит торгового балансу в 2010 році у світі мали США. Профіцит — Китай, Японія, Німеччина та Саудівська Аравія з Росією. Перші три країни забезпечують значне позитивне сальдо торгового балансу внаслідок розвитку наукомісткого висококонкурентного експорту — машинобудування, електроніки та ін. та зменшення енергомісткості власних економік. Саудівська Аравія та Росія забезпечують профіцит торгового балансу майже виключно шляхом природних багатствах (в основному мінералів — сирої нафти та природного газу) та їх експорту в розвинені економіки Заходу.

## Україна

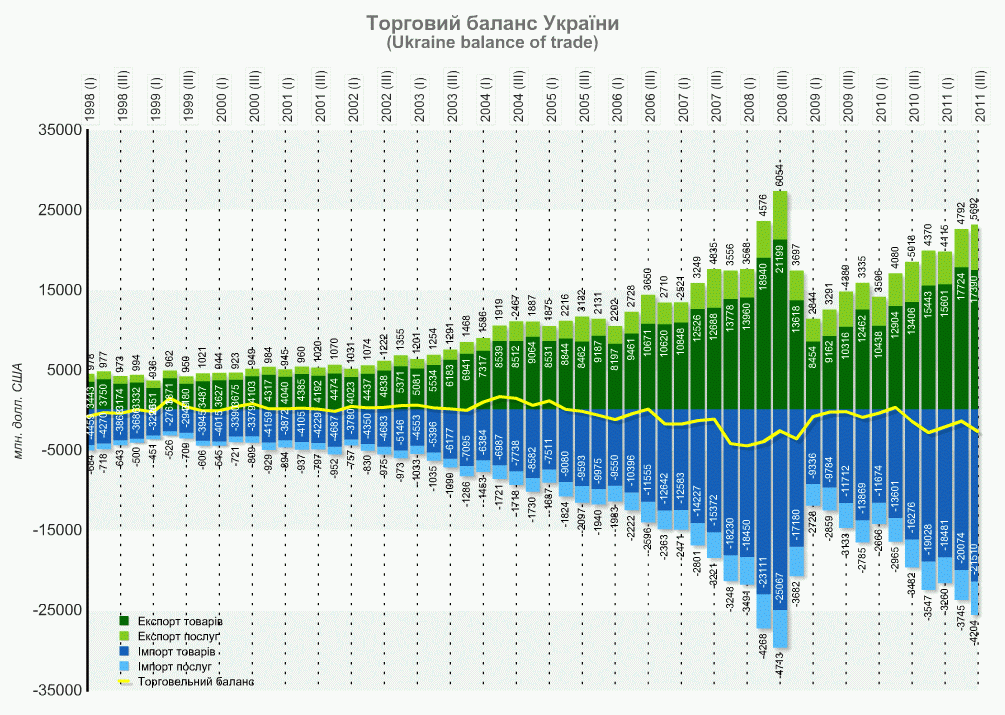
Торговий баланс України, структура, динаміка. (Квартальні дані)

Найбільший квартальний профіцит торгового балансу в Україні зафіксовано в третьому кварталі 2004 року та другому кварталі 1999 року: 1 750 та 1 546 млн дол. США, відповідно. Позитивне торгове сальдо в Україні зазвичай досягалось зазвичай не внаслідок підвищення конкурентоспроможності економіки, зменшення її енергомісткості — розвитку наукомістких галузей, а внаслідок мінімізації купівельної спроможності власного населення — бідності. Що мінімізувало попит на імпорт загального призначення.
Найбільший квартальний дефіцит торгового балансу в Україні було зафіксовано в першому кварталі 2008 року. Значну роль у формуванні дефіциту зіграла глобальна фінансова криза 2008 року. Висока волатильність на світових ринках, спричинена іпотечною кризою у США, зумовлювала значні перекоси у світовій економіці на початку 2008 року. Попри формування значного дефіциту торгового балансу у 1,2,3 кварталах, складалась ілюзія добробуту та стабільності в українській економіці. На Заході, що становить майже 60 % світової економіки, нестабільність на ринках зумовлювала пошук інвесторами «острівка стабільності» у світі. І деякі інвестори бачили Україну в цій ролі. Тому попри дефіцити у торговому балансі в Україну продовжувався потужний наплив інвестицій з економік Заходу. Національний Банк України, фактично перед самою кризою в Україні, був змушений ревальвувати національну валюту, з метою мінімізувати інфляцію, через зменшення емісії гривні, яка потрібна була для викупу валюти на міжбанківському валютному ринку. Ревальвація додатково негативно вплинула на український експорт.

### Структура
Протягом 2006-2010 років, включно. Україна мала пасивний торговий баланс. Як окремо по роках, так і загальний за п'ять років.
Експорт за цей час становив 295 млрд. 220 млн. дол. США. В структурі експорту переважали:

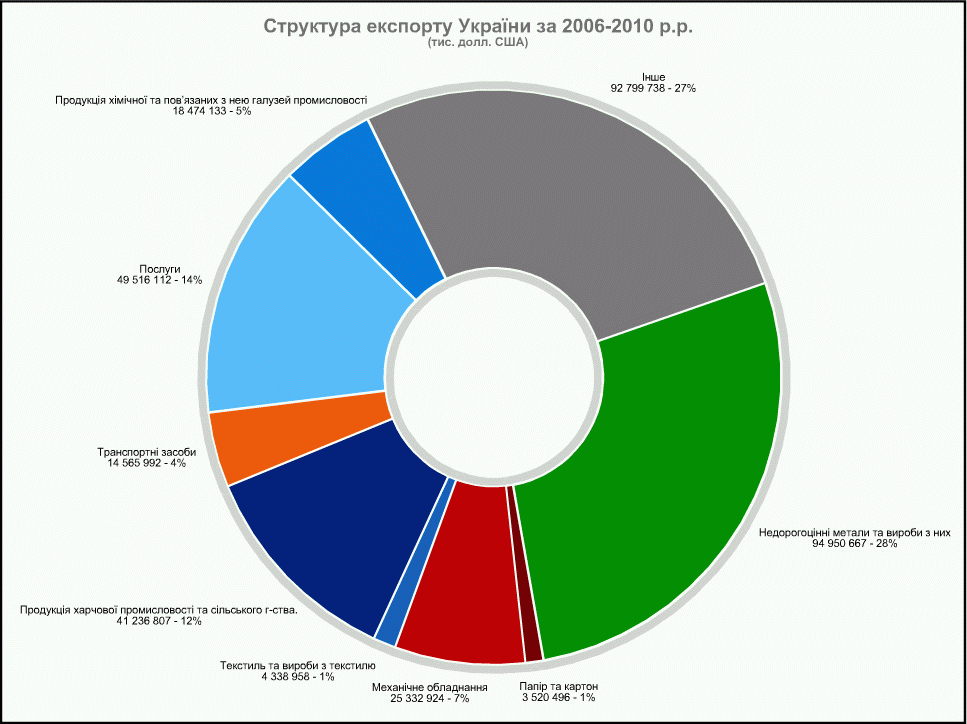
Структура експорту України за 2006—2010 роки, включно:
Вироби з недорогоцінних металів та самі метали - $94.95 млрд. (28%)
Послуги - $49.52 млрд. (14%)
Харчова промисловість - $41.24 млрд. (12%)
Механічне обладнання - $25.34 млрд. (7%)
Хімічна промисловість - $18.48 млрд. (5%)
Транспортні засоби - $14.57 млрд. (2.6%)
Текстиль - $4.33 млрд. (1.3%)
Папір та картон - $3.52 млрд. (1%)
Інше - $92.8 млрд. (27%)

- Вироби з недорогоцінних металів та самі метали. 94,95 млрд дол. США. (28 % від загального експорту за 2006—2010 роки включно);
- Послуги нерезидентам. Здебільшого транспортні — залізничні, повітряні, трубопровідні. Та фінансові послуги, науково-дослідні, страхові, будівельні та ін. 49,52 млрд дол. США. (14 % від загального експорту за 2006—2010 роки включно);
- Продукція харчової промисловості та сільського господарства. 41,24 млрд дол. США. (12 % від загального експорту за 2006—2010 роки включно);
- Механічне обладнання. Електричних машин і устаткування та інших машин, котлів апаратів і механічних пристроїв продано за кордон протягом 2006—2010 років, на 25,34 млрд дол. США (7 % експорту протягом цього періоду);
- Продукція хімічної та пов'язаних з нею галузей промисловості. Найбільше експортовано продукції неорганічної хімії, добрив, органічні хімічні сполуки та продукції лакофарбової галузі. В сумі на 18,48 млрд дол. США. (5 % від загального експорту за 2006—2010 роки);
- Транспортні засоби. Залізничні або трамвайні локомотиви, шляхове обладнання, наземні транспортні засоби, аеронавігаційні або космічні апарати. Експорт — 14,57 млрд дол. США. (4 % загальнодержавного експорту за останні 5 років);
- Текстиль та вироби з текстилю. 4,33 млрд дол. США (1.3 % експорту);
- Папір та картон 3,52 млрд. дол. США (1 % експорту);
- Інше. Інші галузі економіки експортували продукції протягом 2006—2010 років на 92,8 млрд дол. США. (27 % в структурі експорту за останні 5 років). Експорт електроенергії, мінеральних продуктів, шкіряна і хутряні вироби та сировина. Та ін.

Імпорт протягом 2006—2010 років перевищив експорт і становив 323,19 млрд дол. США. В структурі імпорту переважали:
- Енергетичні матеріали: газ природний, нафта сира та продукти її переробки. 85,77 млрд дол. США (26 % імпорту за 5 років);
- Механічне обладнання. Здебільшого верстати, машини, апарати й механічні пристрої. 46,25 млрд дол. США (13 % імпорту);
- Транспортні засоби. Більшість в структурі імпорту наземні транспортні засоби. 31,28 млрд дол. США (9 % імпорту);
- Послуги у нерезидентів. У більшості транспортні, фінансові, ділові, професійні та технічні послуги — 25,78 млрд дол. США. (7 % імпорту за 2006—2005 роки);
- Недорогоцінні метали. 21,26 млрд дол. США (6 % імпорту);
- Полімери та каучук. 16,74 млрд дол. США (5 % імпорту);
- Фармацевтична продукція. Ліки. 10,33 млрд дол. США (3 % імпорту за 2006—2010 рр. включно);
- Руди, шлаки та зола. Здебільшого імпорт для вітчизняного ГМК. 5,44 млрд дол. США (2 % імпорту);
- Інше. 106,12 млрд дол. США (29 % імпорту).

Отже сальдо торгового балансу України за 2006—2010 рр. включно було негативним (позитивним — у торгівлі послугами й негативним — товарами) і склало -27,97 млрд дол. США. Покриття дефіциту відбулось шляхом прямих іноземних інвестицій, міжнародних трансфертів і резервів НБУ.